# Anochetus pellucidus
Anochetus pellucidus är en myrart som beskrevs av Carlo Emery 1902. Anochetus pellucidus ingår i släktet Anochetus och familjen myror. Inga underarter finns listade i Catalogue of Life.

## Bildgalleri

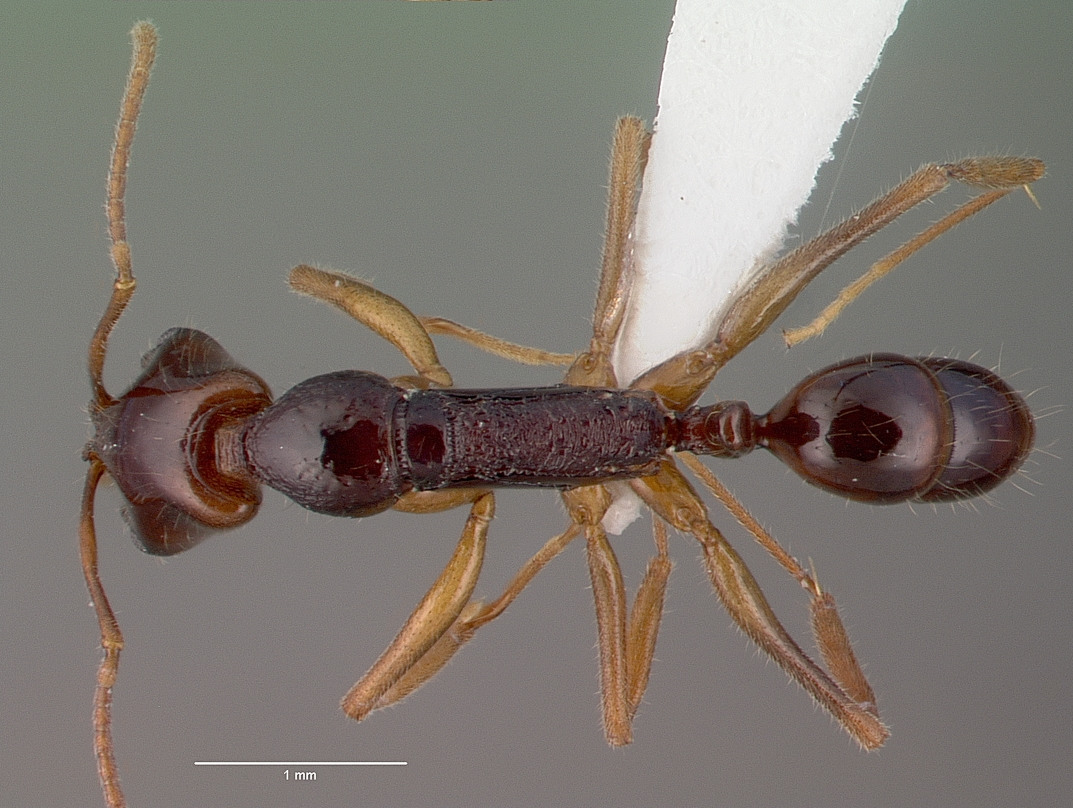
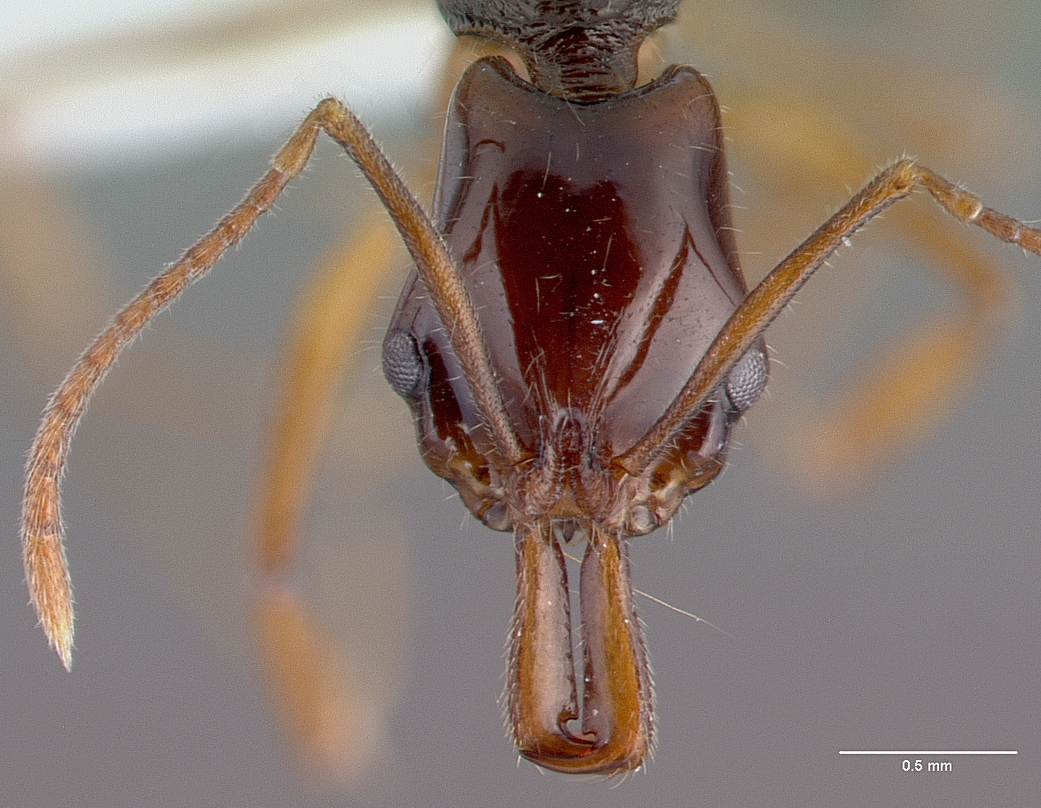
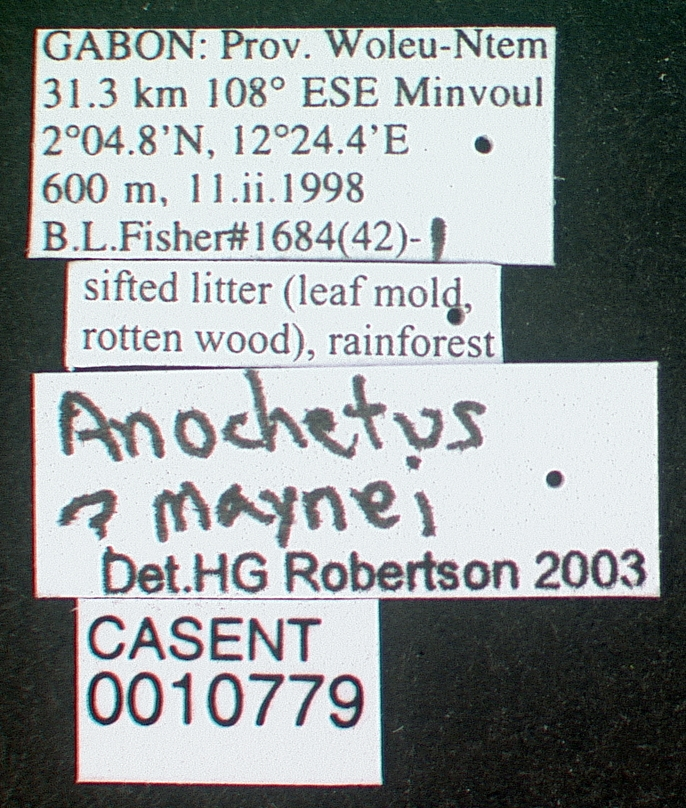
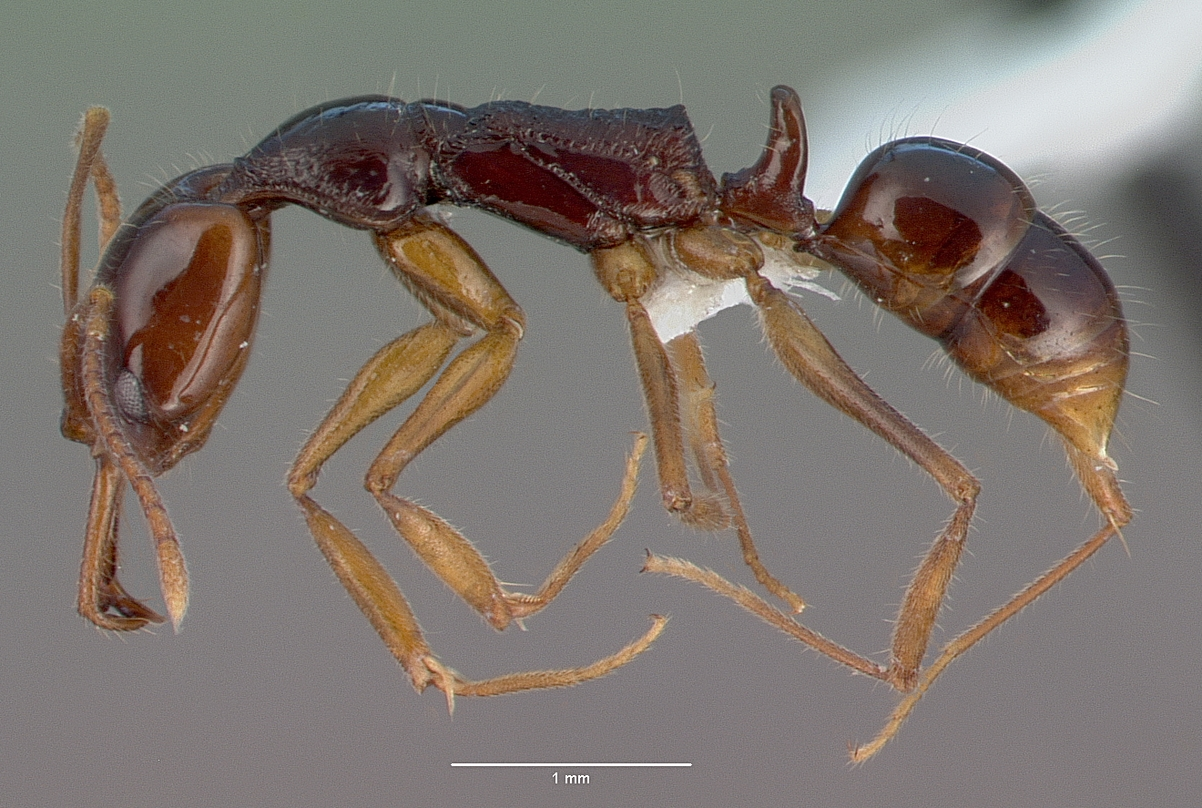
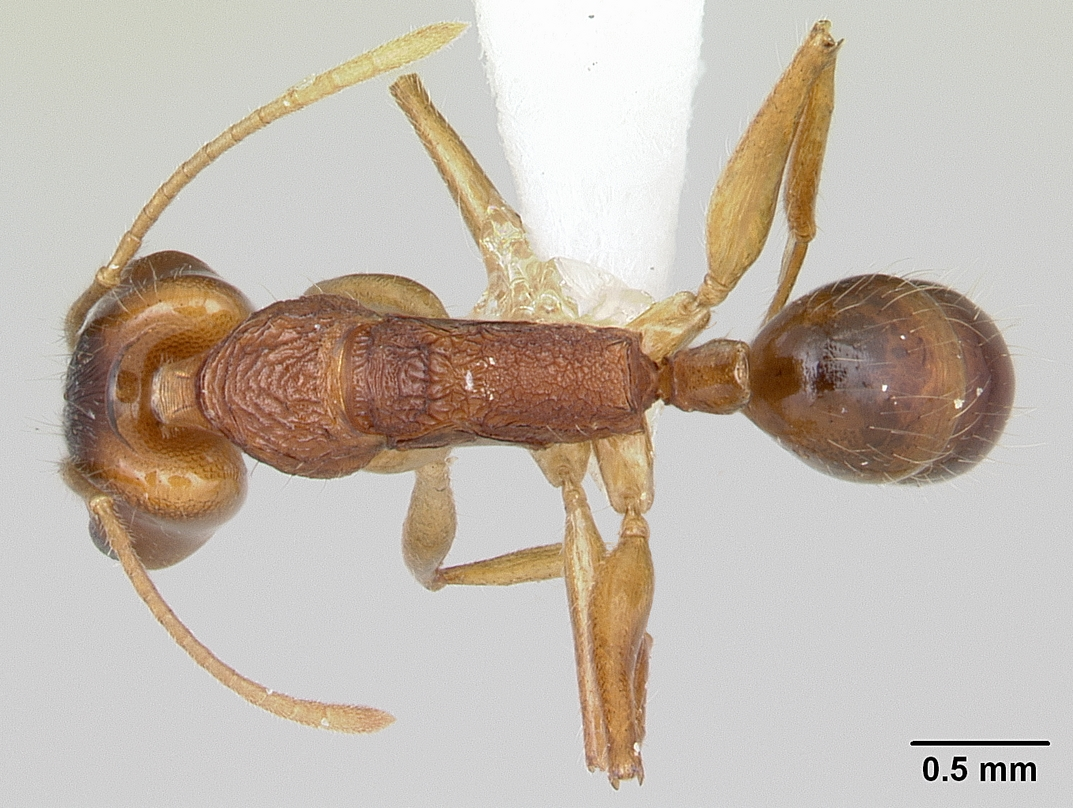
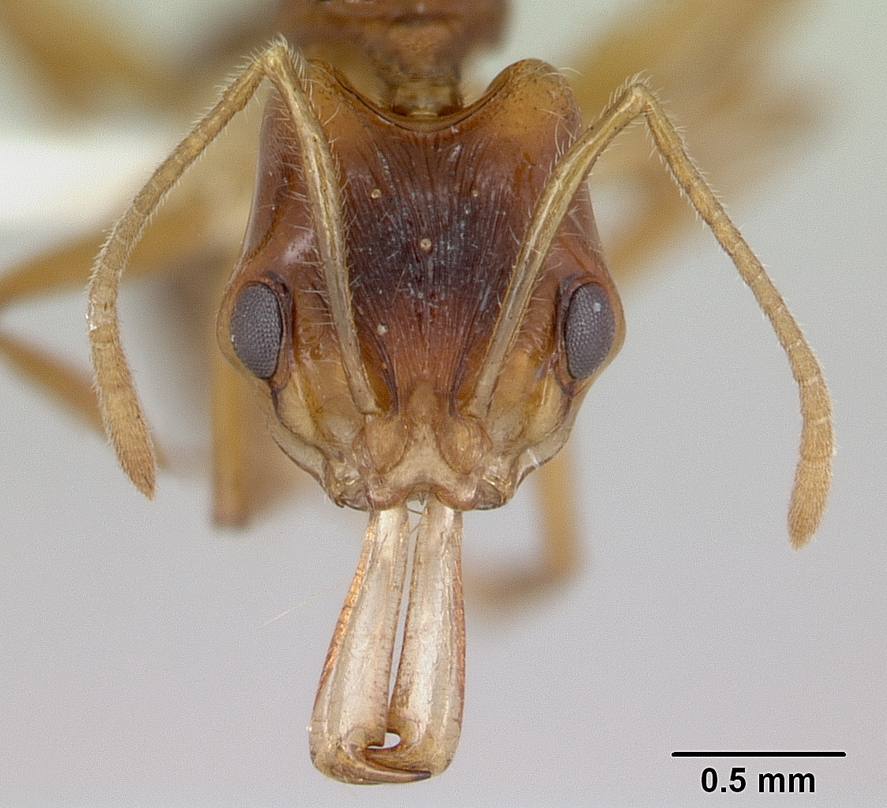